# Nestore Cavaricci
Nestore Cavaricci (* 11. Mai 1924 in Steubenville, Ohio; † 29. Juni 1991 in Rom) war ein US-amerikanisch-italienischer Schauspieler.
Cavaricci kam im Alter von drei Jahren mit seiner Familie nach Rom, kehrte später in die Vereinigten Staaten zurück, wo er heiratete und zwei Töchter hatte. In den 1960er Jahren verließ er seine Familie und zog wiederum nach Italien, wo er in einer Vielzahl von Filmen kleine und kleinste Rollen übernahm, oftmals als Polizist oder andere Autoritätspersonen. Von 1975 bis 1982 trat er auch in zahlreichen Fotoromanen beim Verlagshaus Lancio auf. In diesem Jahr zog er sich auch vom Geschäft zurück.

## Filmografie (Auswahl)
- 1962: I giorni contati
- 1966: 7 donne d’oro contro due 007
- 1969: Staatsstreich (Colpo di stato)
- 1972: Das Rätsel des silbernen Halbmonds (Sette orchidee macchiate di rosso)
- 1973: Studio legale per una rapina
- 1975: Cop Hunter (Italia a mano armata)
- 1979: Napoli… la camorra sfida, la città risponde
- 1981: Das völlig irre Klassenzimmer (Pierino contro tutti)